# Incesticide
Incesticide é uma coletânea da banda grunge estadunidense Nirvana. O álbum contém material diverso, incluindo desde canções inéditas até outras previamente lançadas, mas, em sua maioria, difíceis de serem obtidas. À época, a maioria do material incluído no Incesticide circulava entre os grupos de fãs, mas em baixa qualidade. Foi amplamente relatado na imprensa musical que a banda queria oferecer aos fãs uma alternativa de maior qualidade. O lançamento se deu, também, para aplacar a demanda do público por novo material do Nirvana após o lançamento do Nevermind, que, à epoca, já fazia mais de um ano.

## Canções

### Inéditas
- As canções "Hairspray Queen", "Aero Zeppelin" e "Big Long Now" não tinham sido oficialmente lançadas à época; assim como "Been A Son", "Aneurysm" e "(New Wave) Polly", que eram versões diferentes das previamente lançadas no EP Blew, no compacto "Smells Like Teen Spirit" e no álbum Nevermind, respectivamente.
- "Downer" foi incluída como faixa bônus na versão em CD do álbum de estreia da banda, Bleach, mas somente a partir da reedição de 1992

### Previamente lançadas
- "Dive" e "Sliver" foram lançadas no compacto "Sliver", de 1990. "Dive" também fora lançada na coletânea The Grunge Years, em 1991, pela Sub Pop
- "Stain" fora lançada no EP Blew, em 1989
- As três canções cover, "Turnaround" (do Devo), "Molly's Lips" e "Son of a Gun" (ambas dos Vaselines) integravam o EP Hormoaning, lançado somente na Austrália e no Japão, em dezembro de 1991 e janeiro de 1992, respectivamente.
- "Mexican Seafood" apareceu na coletânea Teriyaki Asthma, vol. I, de 1989
- "Beeswax" apareceu na coletânea Kill Rock Stars, de 1991

## Arte de capa e embalagem
A arte da capa foi pintada por Kurt Cobain, que é creditado como Kurdt Kobain no texto do encarte. O pato de borracha que aparece no verso da capa pertencia a Cobain. A pintura da capa mostra uma papoula, sugerindo a luta do cantor com seu vício em heroína.
Algumas cópias do álbum continham um texto escrito por Cobain.

## Lançamento
Nos EUA, o Incesticide foi lançado dia 15 de dezembro de 1992, em CD, fita cassete e LP, numa tiragem limitada de 15.000 cópias prensadas em vinil azul claro marmóreo. A gravadora decidiu por não promover muito o álbum, possivelmente para evitar uma "exaustão do Nirvana", já que a banda lançara o álbum Nevermind e quatro singles ao longo dos quinze meses precedentes. Apesar da carência de promoção, e de ser uma coleção de material antigo - inédito ou raro -, o Incesticide estreou na posição de número 51 da Billboard 200 e vendeu 500.000 cópias em dois meses. Foi certificado como álbum de platina pela Recording Industry Association of America (RIAA).

## Faixas
Todas as faixas por Kurt Cobain e Krist Novoselic, exceto onde indicado
LP
Lado 1:
1. "Dive" – 3:55
2. "Sliver" – 2:16
3. "Stain" – 2:40
4. "Been a Son" – 1:55
5. "Turnaround" (Gerald Casale/Mark Mothersbaugh) – 2:19
6. "Molly's Lips" (Eugene Kelly/Frances McKee) – 1:54
7. "Son of a Gun" (Eugene Kelly/Frances McKee) – 2:48
8. "(New Wave) Polly" (Kurt Cobain/Krist Novoselic/Dave Grohl) – 1:47

Lado 2:
1. "Beeswax" – 2:50
2. "Downer" – 1:43
3. "Mexican Seafood" – 1:55
4. "Hairspray Queen" – 4:13
5. "Aero Zeppelin" – 4:41
6. "Big Long Now" – 5:03
7. "Aneurysm" (Kurt Cobain/Krist Novoselic/Dave Grohl) – 4:36

## Ficha técnica
Todas as sessões:
- Kurt Cobain - voz, guitarra
- Krist Novoselic - baixo

Reciprocal Recording, Seattle, Washington (EUA) - 23 de janeiro de 1988
Primeira demo do Nirvana (então com o nome Ted Ed Fred). As canções dessa sessão entraram no Incesticide em sua mixagem tosca, feita em uma hora, no dia da gravação, por Jack Endino.
- Canções: "Beeswax", "Downer", "Mexican Seafood", "Hairspray Queen" e "Aero Zeppelin"
- Dale Crover – bateria
- Jack Endino – produtor, engenheiro de som

Reciprocal Recording, Seattle, Washington (EUA) - dezembro de 1988 a janeiro de 1989
Sessões de gravação do álbum Bleach
- Canção: "Big Long Now"
- Chad Channing – bateria
- Jack Endino – produtor, engenheiro de som

Music Source Studios, Seattle, Washington (EUA) - setembro de 1989
Sessões de gravação do EP Blew
- Canção: "Stain"
- Chad Channing – bateria
- Steve Fisk – produtor

Smart Studios, Madison, Wisconsin (EUA) - 2 a 6 de abril de 1990
Sessões para o planejado segundo álbum pela Sub Pop
- Canção: "Dive"
- Chad Channing – bateria
- Butch Vig – produtor

Reciprocal Recording, Seattle, Washington (EUA) - 11 de julho de 1990
Sessão para o compacto "Sliver"
- Canção: "Sliver"
- Dan Peters – bateria
- Jack Endino – produtor, engenheiro de som

Maida Vale Studio 3, Londres (Inglaterra) - 21 de outubro de 1990
Sessão da rádio BBC para John Peel
- Canções: "Turnaround", "Molly's Lips" e "Son of a Gun"
- Dave Grohl – bateria
- Dale Griffin – produtor
- Mike Engles – engenheiro de som
- Fred Kay – engenheiro de som

Maida Vale Studio 4, Londres (Inglaterra) - 9 de novembro de 1991
Sessão da rádio BBC para Mark Goodier
- Canções: "Been A Son", "(New Wave) Polly" e "Aneurysm"
- Dave Grohl – bateria
- Miti Adhikari – produtor
- John Taylor – engenheiro de som

## Posição nas paradas musicais
| Parada (1992/93)                        | Melhor posição |
| --------------------------------------- | -------------- |
| Austrália (ARIA)                        | 22             |
| Austrália (ARIA Alternative Albums)     | 1              |
| Áustria (Ö3 Austria Top 40)             | 10             |
| European Top 100 Albums (Music & Media) | 17             |
| Países Baixos (Dutch Charts)            | 31             |
| Finlândia (The Official Finnish Charts) | 16             |
| França SNEP)                            | 28             |
| Alemanha (Offizielle Deutsche Charts)   | 40             |
| Japão (Oricon)                          | 50             |
| Nova Zelândia (RMNZ)                    | 23             |
| Suécia (Sverigetopplistan)              | 27             |
| Suíça (Schweizer Hitparade)             | 18             |
| Reino Unido (UK Albums Chart)           | 14             |
| Estados Unidos (Billboard 200)          | 39             |

| Parada (1995)                       | Melhor posição |
| ----------------------------------- | -------------- |
| Estados Unidos (Top Catalog Albums) | 43             |

| Parada (2021) | Melhor posição |
| ------------- | -------------- |
| Grécia (IFPI) | 6              |